# Nongatl
Nongatl (Saia, Saiaz).- Pleme Athapaskan Indijanaca s Yager Creek, Van Dusen Fork, Larrabee Creeka, sve pritoke Eel Rivera i gornjih voda Mad Rivera u sjeverozapadnoj Kaliforniji. Nongatli su od svojih susjeda i srodnika Hupa nazivani Saia. Brojni nisu bili nikada, 2,000 s plemenima Sinkyone i Lassik (1770), kako smatra Kroeber. Sva tri plemena kolektivno su nazivana i Eel River, a godine 1910. od navedenih 2,000 Indijanaca preostalo je tek 100 duša. Mnogi su stradali od kopača zlata, za vrijeme 'zlatne groznice', koja je 1850. vladala u Kaliforniji. U novije vrijeme Eel River plemena (2000.) broje 500 duša rasipanih po sjeverozapadnoj Kaliforniji. Nongatli, Sinkyone i Lassiki bijahu sjedilački lovci i sakupljači.

## Vanjske poveznice
- Eel River Tribes  Arhivirana inačica izvorne stranice od 29. lipnja 2006. (Wayback Machine)
- Swanton